# We Don't Need Another Hero (Thunderdome)
We Don't Need Another Hero är en låt skriven av Graham Lyle och Terry Britten. Låten framfördes och släpptes som singel 1985 av sångerskan Tina Turner, och medverkade på soundtracket till filmen Mad Max bortom Thunderdome (1985).
Låten har även tolkats av det svenska bandet Ghost på EP:n Phantomime.